# 나팔관 수술

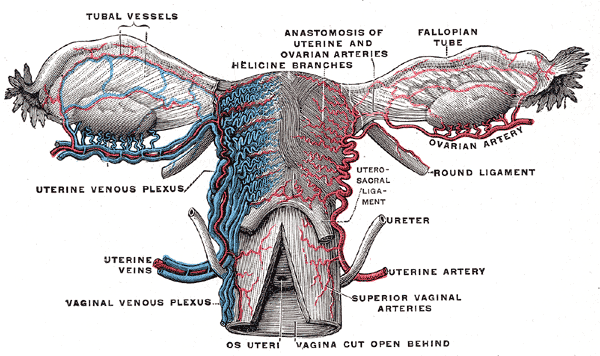

나팔관 수술은 여성의 자궁과 연결되어 난자가 나오는 길인 나팔관을 지지거나 잘라서 묶는 피임법이다. 30분 정도 진행되며, 아주 드물게 수술한 나팔관이 붙어서 성교 시 임신되는 경우도 있다. 정관 수술처럼 이 수술로 인해 잘린 나팔관을 다시 복원할 수도 있다.

## 같이 보기
- 정관 수술